# Neurofizin
Neurofizini su prenoseći proteini koji transportuju hormone oksitocin i vazopresin do posteriorne hipofize od paraventrikularnog i supraoptičkog nukleusa hipotalamusa. Neurofizini se izlučuju iz posteriornog režnja hipofize zajedno sa hormonima koje prenose, mada njihova fiziološka uloga nije poznata.
Postoje dva tipa ovih proteina:
- Neurofizin I - oksitocin[1]
- Neurofizin II - vazopresin[2]

## Spoljašnje veze
- Neurophysins у речнику
- Neurophysins на 